# Хокейна ліга Боснії і Герцеговини
Хокейна ліга Боснії і Герцеговини — щорічні хокейні змагання в Боснії і Герцеговини, які проводяться з 2002 року. У чемпіонаті беруть участь лише чотири клуби.

## Історія
Хокей в Боснії і Герцеговині розвивався досить повільно, єдиною командою, яка виступала в Югославській хокейній лізі був клуб ХК «Босна» (дебютував наприкінці 80-х у ЮХЛ). Через війну в тодішній Югославії перший хокейний сезон у Боснії і Герцеговині відбувся лише в сезоні 2002/03 за участі лише чотирьох клубів, причому три клуби по завершенні сезону збанкрутували. Наступний сезон провели лише в 2009/10.
Усі клуби базуються в найбільшому місті країни Сараєво, виступаючи на двох аренах: Олімпійській та Скендерії.

## Клуби
- ХК «Альфа» (Ново-Сараєво)
- ХК «Акули льоду» (Сараєво)
- ХК «Старий Град» (Старі-Град)
- U20 «Блю Буллз»
- ХК «Босна»
- ХК «Ягорина»
- ХК «Чемпіон»

## Список чемпіонів
| Клуб                  | Титули | Рік                                            |
| --------------------- | ------ | ---------------------------------------------- |
| ХК «Старий Град»      | 8      | 2010, 2013, 2014, 2019, 2020, 2021, 2023, 2024 |
| ХК «Босна»            | 3      | 2003, 2011, 2018                               |
| «Блю Буллз» (Сараєво) | 2      | 2015, 2025                                     |
| ХК «Акули льоду»      | 1      | 2012                                           |